# Brian Cross
Brian Cross er en DJ, producer og entrepreneur født i Barcelona, Spanien.
Han er kendt for at samarbejde med blandt andre Armin Van Buuren, Ricky Martin, Sophie Ellis Bextor, Robbie Rivera, Inna og Leah Labelle. Han har udgivet musik på Armada Music, Ultra Music, In Charge, Sony Music and A State of Trance. I 2015 blev han en del af Ultra Music.
Brian Cross er også manden bag POPSTAR festival i Amnesia Ibiza som har præsenteret navne som Hardwell, Avicii, Cedric Gervais og pop ikoner Pitbull, Nelly Furtado, Inna, Sophie Ellis Bextor og mange flere.
I 2014 underskrev Brian Cross kontrakt med Ushuaia Ibiza & Ibiza Hard Rock Hotel for sommer sæsonen sammen med Snoop Dogg, Robin Thicke, Jason Derulo, Pitbull, Kylie Minogue, Prodigy, Nile Rodgers, Ellie Goulding, Placebo og Icona Pop.
I 2015 startede Brian Cross som ugentlig resident for Supermartxe festival på natklubben Privilege på Ibiza. Han spillede også på Armin Van Buuren, Martin Garrix og Hardwell's events på Ushuaïa Ibiza. 2015 var også året hvor Brian Cross optrådte for første gang på Tomorrowland Festivallen i Belgien samt Tomorrowworld i Atlanta.
I 2016 optrådte Brian Cross for første gang på Tomorrowland i Brasilien og er også programmeret til at spille på Tomorrowland i Belgien igen.

## Diskografi
Studioalbum
- Darkness To Light (2016)

- POPSTAR - The Album (2013)

Singler
- Chuckie vs Brian Cross & Luis Roca ft New Black Light Machine - Make Me Feel // Dirty Dutch (2017)
- Brian Cross ft Carlinhos Brown - Magalenha // SONO Music (Armada) (2017)
- Brian Cross ft JV - Gonna Be Yours // Universal Music (2017)
- Brian Cross ft Lali - Firestarter // Sony Music (2016)
- Brian Cross ft Miguel Bosé - Hielo // Sony Music (2016)
- Brian Cross ft Yandel - Baile y Pasion // Sony Music (2016)

- Brian Cross ft Vein, IAMCHINO & Two Tone - Faces & Lighters // Sony Music (2016)
- Brian Cross & 2Maniaks - Fat Beat // Dirty Dutch (2016)
- Brian Cross ft Angelika Vee - Unbreakable // Ultra Music (2015)

- Ricky Martin ft Brian Cross - Disparo El Corazon // Sony Music (2015)
- Marco V & Brian Cross - Squeezed // Ultra Music (2015)
- Brian Cross & 2Maniaks - Take Me // Ultra Music (2015)
- Brian Cross ft Daniel Gidlund - Soldier // Sony Music (2013)
- Brian Cross ft Leah Labelle - Shotgun // Sony Music (2013)
- Brian Cross ft Inna - Boom Boom // Sony Music (2003)
- Brian Cross ft Sophie Ellis Bextor - Save Myself // Sony Music (2013)
- Brian Cross ft Daniel Gidlund - Together Sony Music (2012)
- Brian Cross ft Recardo Patrick - Why Don't you // Sony Music (2011)
- Brian Cross ft Monica Naranjo - Dream Alive - Sony Music
- Brian Cross ft Keneida - Waiting // In Charge - Be Yourself (2009)
- Brian Cross - 4U // Armada Music (2008)

Remix
- TINI - Great Escape (Brian Cross remix) // Universal (2016)
- Nervo ft Child of Lov - People Grinnin' (Brian Cross remix) // Big Beat Records (2016)

- Alx Veliz - Dancing Kizomba (Brian Cross Remix) // Universal Music (2016)
- Ricky Martin - Mordidita (Brian Cross remix) // Sony Music (2015)
- Ricky Martin - Vida (Brian Cross remix) // Sony Music (2014)
- Innocence - Jeopardy (Brian Cross remix) // Sony Music
- David Bisbal - Esclavo De Sus Besos (Brian Cross Remix) // Universal Music
- Marco V - Solitary Confinement (Brian Cross remix) // In Charge - Be Yourself (2009)
- Robbie Rivera - Back To Zero (Brian Cross remix) // In Charge - Be Yourself (2008)
- Marco V - Dudak (Brian Cross remix) // In Charge - Be Yourself (2008)
- Robbie Rivera - Float Away (Brian Cross remix) // Ultra Music (2007)
- Elastika - Rush (Brian Cross remix) // Armada Music (2007)
- Armin Van Buuren - Burned with desire (Brian Cross remix) // Armada Music (2004)

## Mix
- KU Music Radio Show #65 w/ Brian Cross[5]
- Glowinthedark - Lightstate #31 w/ Brian Cross[6]
- Amnesia Ibiza DJ Sessions Vol 1 - mixed by Marco V & Brian Cross
- Amnesia Ibiza DJ Sessions Vol 2 - mixed by Marco V & Brian Cross
- Amnesia Ibiza DJ Sessions Vol 3 - mixed by Tocadisco & Brian Cross
- Amnesia Ibiza DJ Sessions Vol 4 - mixed by Benny Benassi & Brian Cross
- Amnesia Ibiza DJ Sessions Vol 5 - mixed by Seb Fontaine & Brian Cross
- Amnesia Ibiza DJ Sessions Vol 6 - mixed by Brian Cross & Michael Woods
- Amnesia Ibiza DJ Sessions Vol 7 - mixed by Brian Cross & Hardwell

## Radio Shows
Brian Cross Radio show på Europa FM
Hver weekend præsenterer Brian Cross hans nationale radio show på en af spaniens førende radiostationer Europa FM. Hans gæster er David Guetta, Armin Van Buuren, Hardwell, Yves V, W&W, Chuckie og Nervo. Tidligere var hans ugentlige gæster Steve Aoki og Yves V, Nervo, Borgore, Dannic, Dyro, Chuckie, Firebeatz og AN21
Ultra Radio
Fra 2014 til 2016 var Brian Cross den officielle vært for den spanske udgave af Ultra Radio Show.
Hver uge har han forskellige gæster så som Steve Aoki, Nervo, Mako, Paul Van dyk, Dank og mange flere.
Showet bliver udsendt på radiostationer over hele verden samt på Soundcloud og Mixcloud. 